# Daïp
Daïp o Dahip (grec antic: Δάϊππος, Dáippos, llatí: Daippus o Dahippus) fou un escultor especialitzat en estàtues d'atletes. Plini el Vell esmenta una estàtua que anomena Perixyomenon (o Paralyomenon). Es creu que fou fill de Lisip,i que va viure al tomb del 300 aC en endavant.